# CFHR5
Protein liên quan yếu tố bổ thể H 5 (tiếng Anh: Complement factor H-related protein 5) là protein ở người được mã hóa bởi gen CFHR5.

## Chức năng
CFHR5 liên quan về mặt cấu trúc với yếu tố bổ thể H, là yếu tố có vai trò quan trọng trong điều hòa hoạt động một nhánh của hệ thống miễn dịch bẩm sinh, là con đường bổ thể thay thế (alternative complement pathway). Giống như yếu tố bổ thể H, CFHR5 có thể gắn kết với bổ thể C3.

## Ý nghĩa lâm sàng
Một loại đột biến trên CFHR5 gây nên bệnh thận CFHR5 xuất hiện ở người Síp. Dạng đột biến của protein trên bệnh nhân bệnh thận có khả năng bị khiếm khuyết chức năng gắn kết với bổ thể C3, điều này cho thấy CFHR5 có vai trò quan trọng trong bảo vệ thận khỏi những tác động của hệ thống bổ thể.